# 阿姆丽塔·谢尔-吉尔
阿姆丽塔·谢尔-吉尔（Amrita Sher-Gil，1913年1月30日—1941年12月5日）是一位印度-匈牙利画家。她被称为“20世纪初最伟大的前卫女艺术家之一”和现代印度艺术的“先驱”。阿姆丽塔从很小的时候就被绘画所吸引，八岁开始接受正式的艺术课程。她在19岁时因为油画《年轻的女孩》（Young Girls，1932）第一次获得认可。
阿姆丽塔一生游历了土耳其、法国和印度等多个国家，深受殖民前印度艺术风格和当前文化的影响。她被认为是20世纪印度的一位重要画家，她的作品与孟加拉文艺复兴时期的先驱们的作品不相上下。她还是一位狂热的读者和钢琴家。阿姆丽塔的画作是当今印度女画家中最昂贵的画作之一，尽管她在世时很少有人承认她的作品。

## 早年生活和教育
阿姆丽塔·谢尔-吉尔于1913年1月30日出生于匈牙利王国布达佩斯。父亲是旁遮普锡克贵族，梵语和波斯语学者Umrao Singh Sher-Gil Majithia，母亲是出身富裕的资产阶级家庭的匈牙利裔犹太歌剧演员Marie Antoinette Gottesmann。她的父母第一次见面是在1912年，当时正在访问拉合尔。她的母亲是随着班巴·萨瑟兰公主（兰季德·辛格的孙女）来到印度的。 阿姆丽塔是两个女儿中的老大；她的妹妹是当代艺术家Vivan Sundaram的母亲Indira Sundaram（婚前姓Sher-Gil；生于1914年3月）。她在布达佩斯度过了大部分幼儿时期。她是印度学家欧文·巴克泰的侄女。巴克泰在1926年访问西姆拉期间注意到了阿姆丽塔的艺术才华，成为她追求艺术的倡导者。他通过批判她的作品来指导她，并赋予她成长的学术基础。当她还是个小女孩的时候，她会给家里的仆人画画，让他们为她做模特。对这些模特的记忆最终让她回到印度。
她的家人在匈牙利面临经济问题。1921年，她和家人搬到印度西姆拉的夏山，在那她很快开始学习钢琴和小提琴。九岁时，她和她的妹妹一起在林荫道的西姆拉欢乐剧院举办音乐会和戏剧表演。虽然她从五岁就开始画画，但她八岁才正式开始学习绘画。阿姆丽塔开始接受惠特马什少校的正规艺术课程，后来惠特马什被贝文·帕特曼取代。在西姆拉，阿姆丽塔过着相对优越的生活。小时候，她因宣称自己是无神论者而被修道院学校开除。
1923 年，母亲Marie认识了一位当时住在西姆拉的意大利雕塑家。1924年，当他回到意大利时，Marie也和阿姆丽塔一起搬到了那里，并在佛罗伦萨的一所艺术学校Santa Annunziata就读。虽然阿姆丽塔在这所学校逗留时间不长，并于1924年返回印度，但正是在这里，她接触到了意大利大师的作品。
16岁时，阿姆丽塔随母亲乘船前往欧洲，在巴黎接受画家培训，先是在皮埃尔·维伦特和卢西恩·西蒙领导的大茅舍藝術學院（在那里她遇到了鲍里斯·塔斯利茨基）学习，后来在法國美術學院（1930-1934年）学习。她从保罗·塞尚和保羅·高更等欧洲画家那里汲取灵感，在她的老师卢西恩·西蒙以及像塔斯利茨基这样的艺术家朋友和恋人的陪伴下工作。据说在巴黎期间，她的绘画充满了16岁少女罕见的信念和成熟。
1931年，阿姆丽塔与Yusuf Ali Khan短暂订婚，但有传言称，她这时还与她的表兄、后来的丈夫维克托·伊根（Viktor Egan）有染。她的信件也揭露了她曾有过同性恋情。

## 职业生涯

### 1932年-1936年：早期职业生涯，欧洲和西方风格
阿姆丽塔的早期绘画受到了西方绘画模式，尤其是后印象主义风格的影响。1930年代初期，她在巴黎的波西米亚圈子里练习了很多。1932年她的油画《年轻的女孩》（Young Girls）对她来说是一个突破，这幅作品赢得了赞誉，包括金牌和被选为巴黎大沙龙的准会员。她是有史以来最年轻的成员，并且是唯一获得此认可的亚洲人。她在此期间的作品包括一些自画像，以及巴黎的生活、裸体研究、静物研究以及朋友和同学的肖像。新德里国家现代艺术馆将她在巴黎时所做的自画像描述为“[捕捉]艺术家的多种情绪——忧郁、沉思和欢乐——同时揭示了她个性中的自恋倾向。”

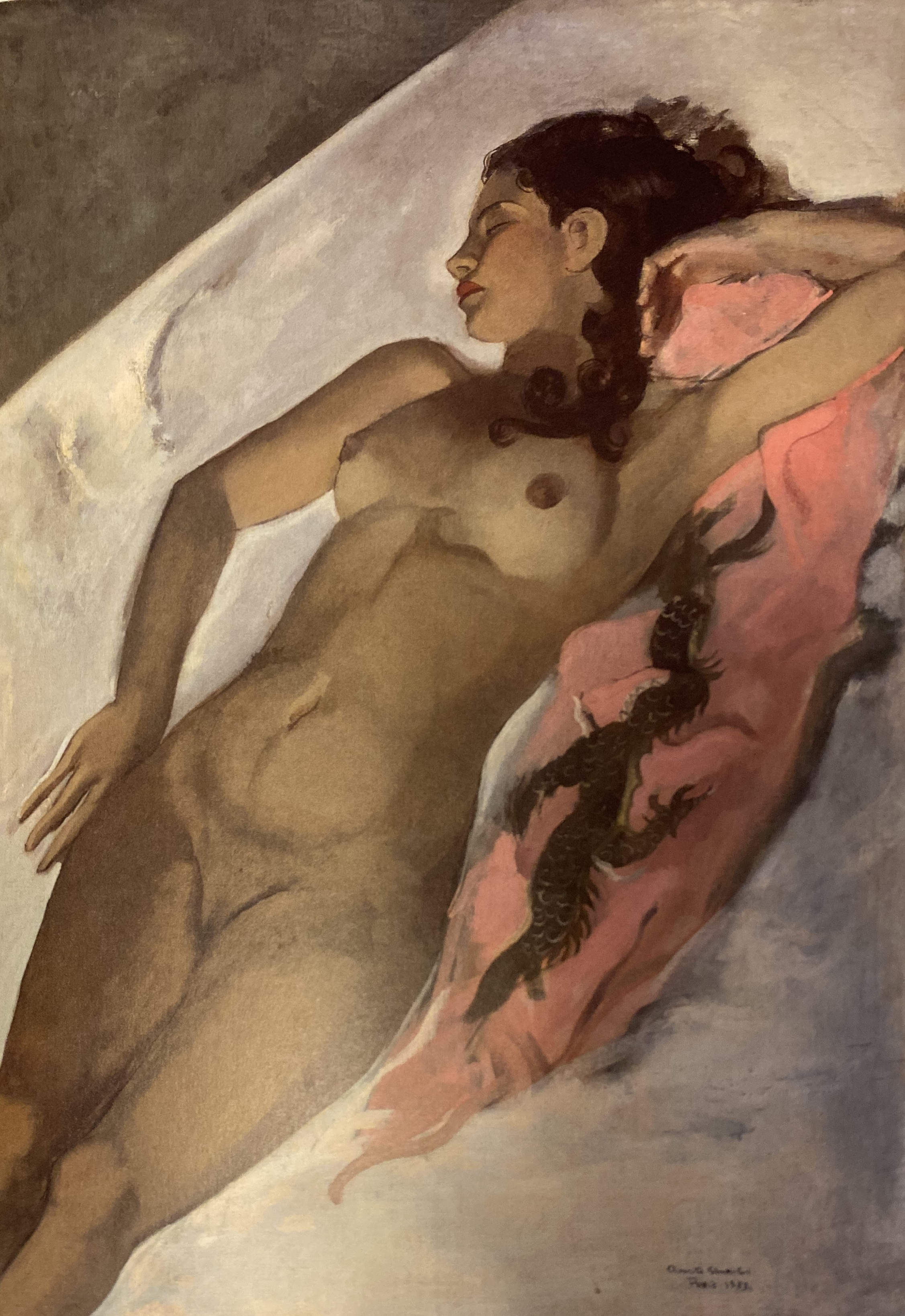
Sleep，1932，布面油画 112.5 × 79 cm，德里国家现代美术馆

当她在巴黎时，她的一位教授经常说，从她丰富的色彩来看，西方并不适合阿姆丽塔，她的艺术个性会在东方找到真正的氛围。1933年，阿姆丽塔“开始被一种强烈的回到印度的渴望所困扰，她以某种奇怪的方式感到，作为一名画家，她的命运就在那里。”于是她在1934年底回到了印度。1935年5月，阿姆丽塔遇到了英国记者馬爾科姆·蒙格瑞奇，当时他是《加尔各答政治家》的助理编辑和首席作家。阿姆丽塔和蒙格瑞奇都住在夏山的家中，在此期间他们发生了一段紧张的短暂恋情，她为自己的新情人画了一幅随意的肖像画，这幅画现在在新德里国家现代艺术馆展出。1935年9月，阿姆丽塔送走了返回英国寻找新工作的穆格里奇。1936年，在艺术收藏家和评论家卡尔·坎达拉瓦拉的授意下，她离开了自己的家乡，开始了旅行。卡尔·坎达拉瓦拉鼓励她继续寻找自己的印度根源。在印度，她开始寻求重新发现印度艺术的传统，这种传统一直延续到她去世。莫卧儿和帕哈里绘画以及阿旃陀石窟壁画给她留下了深刻的印象和影响。

### 1937年-1941年：后期受印度艺术的影响
1937年晚些时候，她到印度南部游历并在参观阿旃陀石窟后创作了她的南印度三部曲《新娘梳洗室》（Bride's Toilet）、《梵天》（Brahmacharis）和《南印度村民去市场》（South Indian Villagers Going to Market），当时她有意识地尝试回归古典印度艺术。这些画作揭示了她对色彩的热情，以及她对印度题材的同情心，他们常常被描绘在贫穷和绝望中。到目前为止，她的作品已经完成了转型，她找到了自己的“艺术使命”，即通过她的画布来表达印度人民的生活。在萨拉亚时，阿姆丽塔这样写信给一位朋友：“我只能在印度作画。欧洲属于毕加索、马蒂斯、布拉克。。。。印度只属于我”。她在印度的逗留标志着她艺术发展的一个新阶段的开始，这一阶段与两次世界大战期间的欧洲阶段截然不同，当时她的作品与匈牙利画家的作品，尤其是巴亞馬雷画派的作品密切相关。
阿姆丽塔25岁时嫁给了她的匈牙利表亲维克托·伊根医生。伊根在他们结婚前至少两次帮助谢吉尔堕胎。她和他一起搬到了印度，住在她父亲在北方邦戈勒克布爾萨拉亚的家里。就这样开始了她的第二阶段绘画，其对印度艺术的影响与孟加拉艺术学院的罗宾德拉纳特·泰戈尔和杰米尼·罗伊等人相当。阿姆丽塔的艺术深受两位泰戈尔的绘画影响，他们是孟加拉绘画学派的先驱罗宾德拉纳特和阿巴宁纳特。她的女性肖像类似于罗宾德拉纳特的作品，而“明暗对照法”和鲜艳色彩的使用反映了阿巴宁纳特的影响。
阿姆丽塔在萨拉亚逗留期间创作了《乡村场景》（Village Scene）、《女士围栏》（In the Ladies' Enclosure）和《午睡》（Siesta），所有这些都描绘了印度农村悠闲的生活节奏。《午睡》和《女士围栏》反映了她对微型绘画流派的尝试，而村庄场景反映了帕哈里画派的影响。尽管孟买的艺术评论家卡尔·坎达拉瓦拉和拉合尔的Charles Fabri将其誉为本世纪最伟大的画家，但阿姆丽塔的画作却鲜有买家。她带着她的画走遍了印度，但海得拉巴土邦的Nawab Salar Jung归还了她的画，迈索尔的王公选择了拉维·瓦尔玛的画而不是她的画。
虽然来自与英属印度政府关系密切的家庭，但阿姆丽塔本人是印度国民大会党的同情者。她被贫穷、痛苦和贫困所吸引，她对印度村民和妇女的绘画是他们状况的沉思反映。她也被甘地的哲学和生活方式所吸引。贾瓦哈拉尔·尼赫鲁为她的美丽和才华所着迷，当他于1940年10月前往戈拉克布尔时，他在萨拉亚拜访了她。她的画作曾一度被考虑用于国民大会党对村庄重建的宣传。然而，尽管阿姆丽塔是尼赫鲁的朋友，但她从未给他画过肖像，据说是因为这位艺术家认为他“太好看了”。尼赫鲁参加了她于1937年2月在新德里举办的展览。阿姆丽塔曾与尼赫鲁交换过一些信件，但这些信件在她去布达佩斯结婚时被她的父母烧毁。
1941年9月，伊根和阿姆丽塔搬到拉合爾，那里是印度分裂前的一个主要的文化和艺术中心。她在那里生活和绘画，她的工作室位于她居住的联排别墅的顶层。阿姆丽塔以她与男人和女人的许多暧昧关系而闻名，她也画了许多和男人和女人的外遇。她的作品《两个女人》（Two Women）被认为是描绘她和她的情人玛丽·路易斯（Marie Louise）的画。她后来的一些作品包括塔希提（Tahitian，1937）、红砖屋（Red Brick House，1938）、山景（Hill Scene，1938）和新娘（The Bride，1940）等。她的最后一部画作在1941年12月去世前仍未完成。
1941年，28岁的阿姆丽塔在她在拉合尔举行的首场大型个展开幕前几天病重并陷入昏迷。她后来于1941年12月5日午夜左右去世，留下了大量工作。她的死因从未被查明。流产失败和随后的腹膜炎被认为可能是她死亡的原因。她的母亲指责她的医生丈夫伊根谋杀了她。她死后的第二天，英国对匈牙利宣战，伊根作为敌对外国人被拘留。阿姆丽塔于1941年12月7日在拉合尔火化。

## 遗产

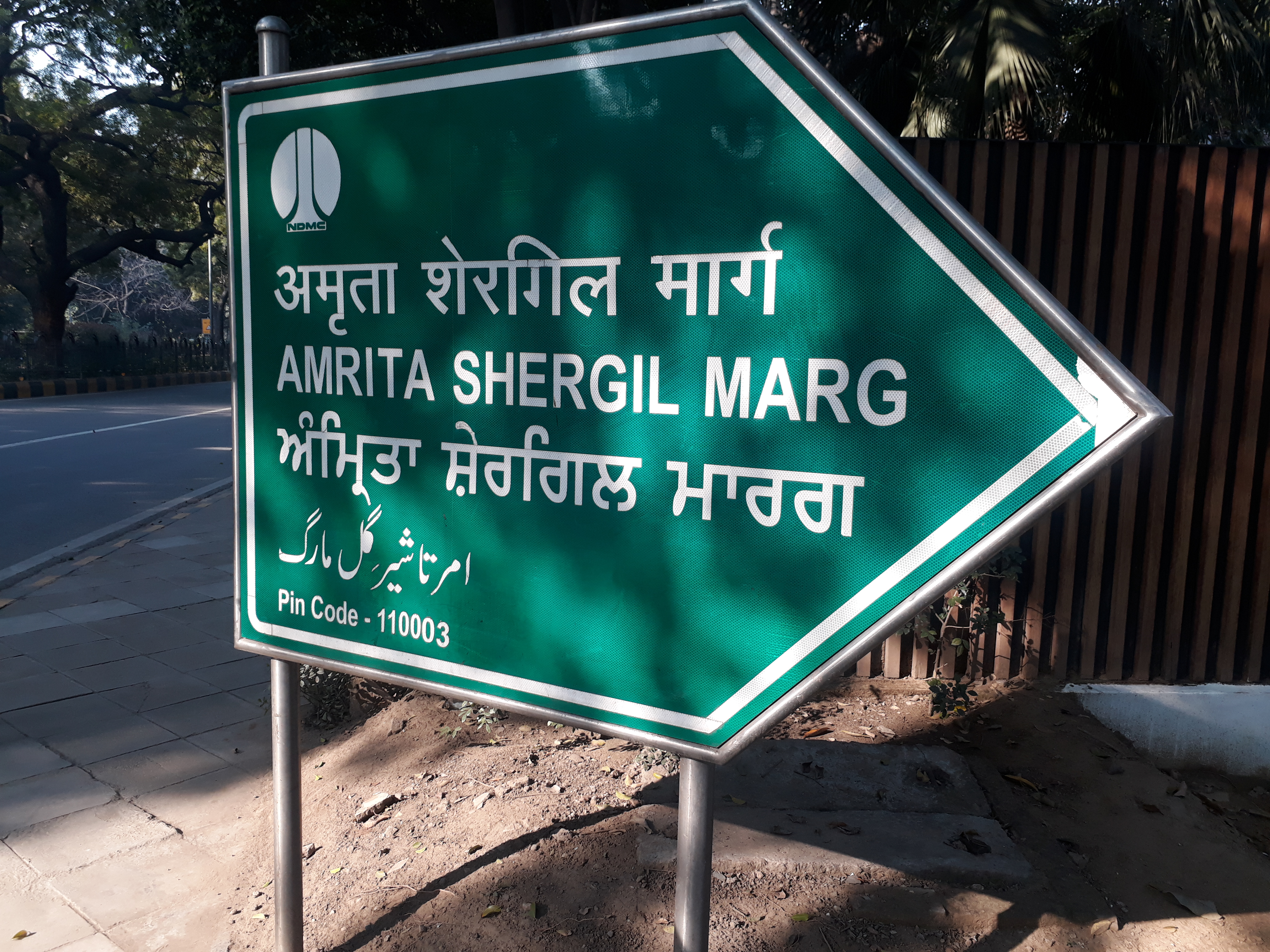
德里以谢尔-吉尔命名的道路

阿姆丽塔的艺术影响了一代又一代的印度艺术家，从赛义德·海德尔·拉扎到阿皮塔·辛格，她对女性困境的描绘使她的艺术成为印度和国外广大女性的灯塔。印度政府已宣布她的作品为国家艺术珍品，并且其中大部分都收藏在新德里的国家现代艺术馆。也有一些画作收藏在拉合尔博物馆。1978年，印度邮政发行了一张邮票，上面印有她的画作《山上的女人》（Hill Women），而Amrita Shergil Marg是路德德里的一条路，以她的名字命名。阿姆丽塔能够向西方社会证明，印度人能够制作出精美的艺术品。她的作品被认为对印度文化非常重要，以至于当它在印度出售时，印度政府规定艺术品必须留在该国——她的作品在全球范围内销售的不到十件。2006 年，她的画作《村庄场景》（Village Scene）在新德里的拍卖会上以6900万卢比的价格售出，这是当时印度有史以来价格最高的一幅画作。
布达佩斯的印度文化中心被命名为阿姆丽塔·谢尔-吉尔文化中心。印度当代艺术家对她的作品进行了重新创作和诠释。
《阿姆丽塔·谢尔-吉尔》（Amrita Sher-Gil，1969）是一部关于这位艺术家的纪录片，由Bhagwan Das Garga导演，印度政府电影司制作。它获得了国家电影奖最佳非故事片奖。
除了成为许多当代印度艺术家作品的灵感来源，1993年，她还成为乌尔都语戏剧Tumhari Amrita背后的灵感来源。
联合国教科文组织宣布，2013年，也就是谢尔-吉尔诞辰100周年，为阿姆丽塔·谢尔-吉尔国际年。
阿姆丽塔的作品是Amrita Chowdhury的当代印度小说《Faking It》中的一个关键主题。
Aurora Zogoiby 是薩爾曼·魯西迪1995年的小说《The Moor's Last Sigh》中的一个角色，灵感来自阿姆丽塔。
阿姆丽塔·谢尔-吉尔有时被称为印度的，因为她以“革命性”的方式融合了西方和传统艺术形式。
2016年1月30日Google用Doodle纪念她的103岁诞辰。
2018年，《纽约时报》为她发表了一篇迟来的讣告。
2018年，在孟买的苏富比拍卖会上，阿姆丽塔的画作《蓝衣小女孩》（"The Little Girl in Blue"）以创纪录的1亿8690万卢比成交。这幅画是安丽塔的表妹Babit的肖像，她是西姆拉的居民，画于1934年，当时8岁。

## 画作

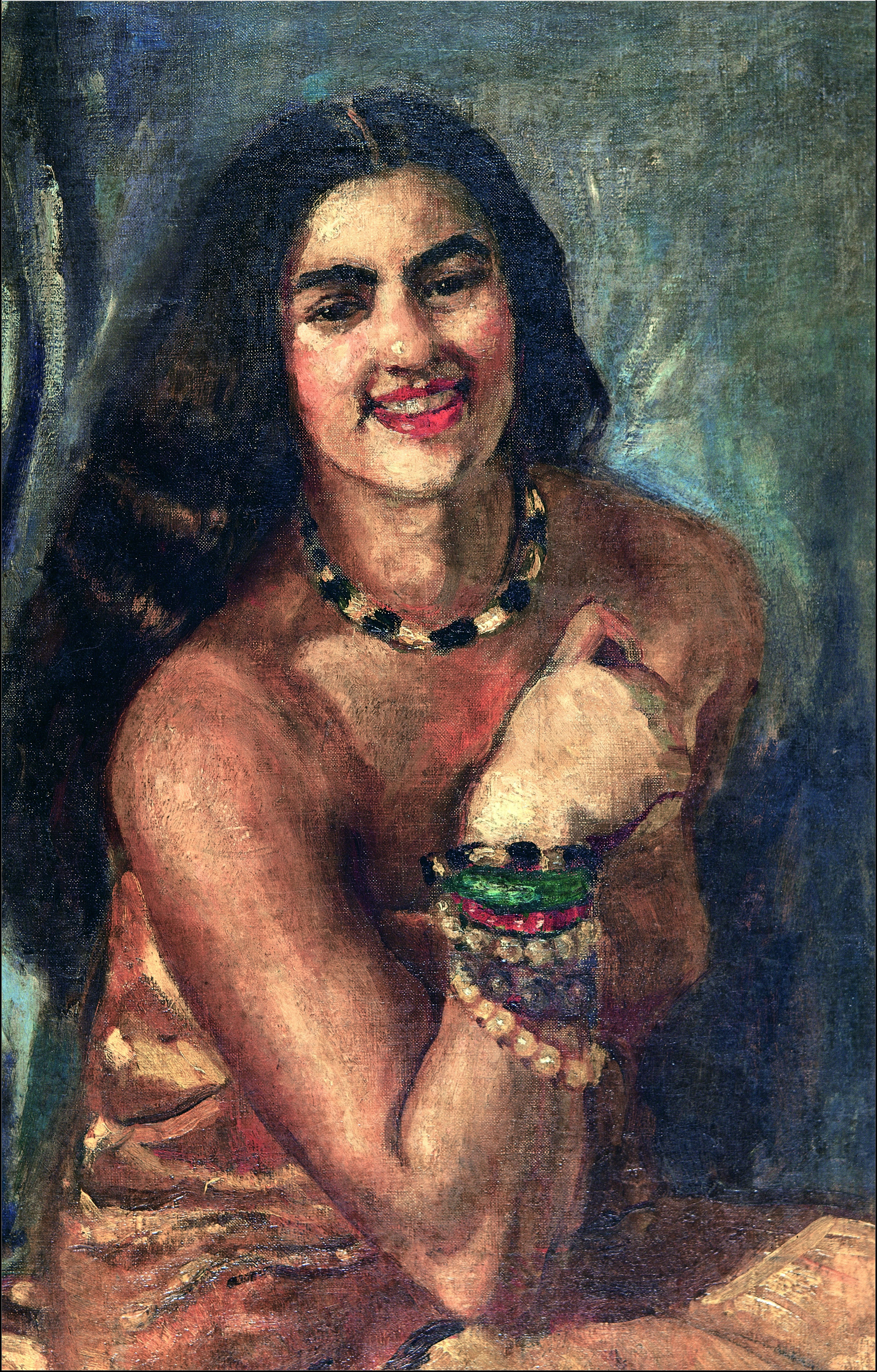
自画像，1930
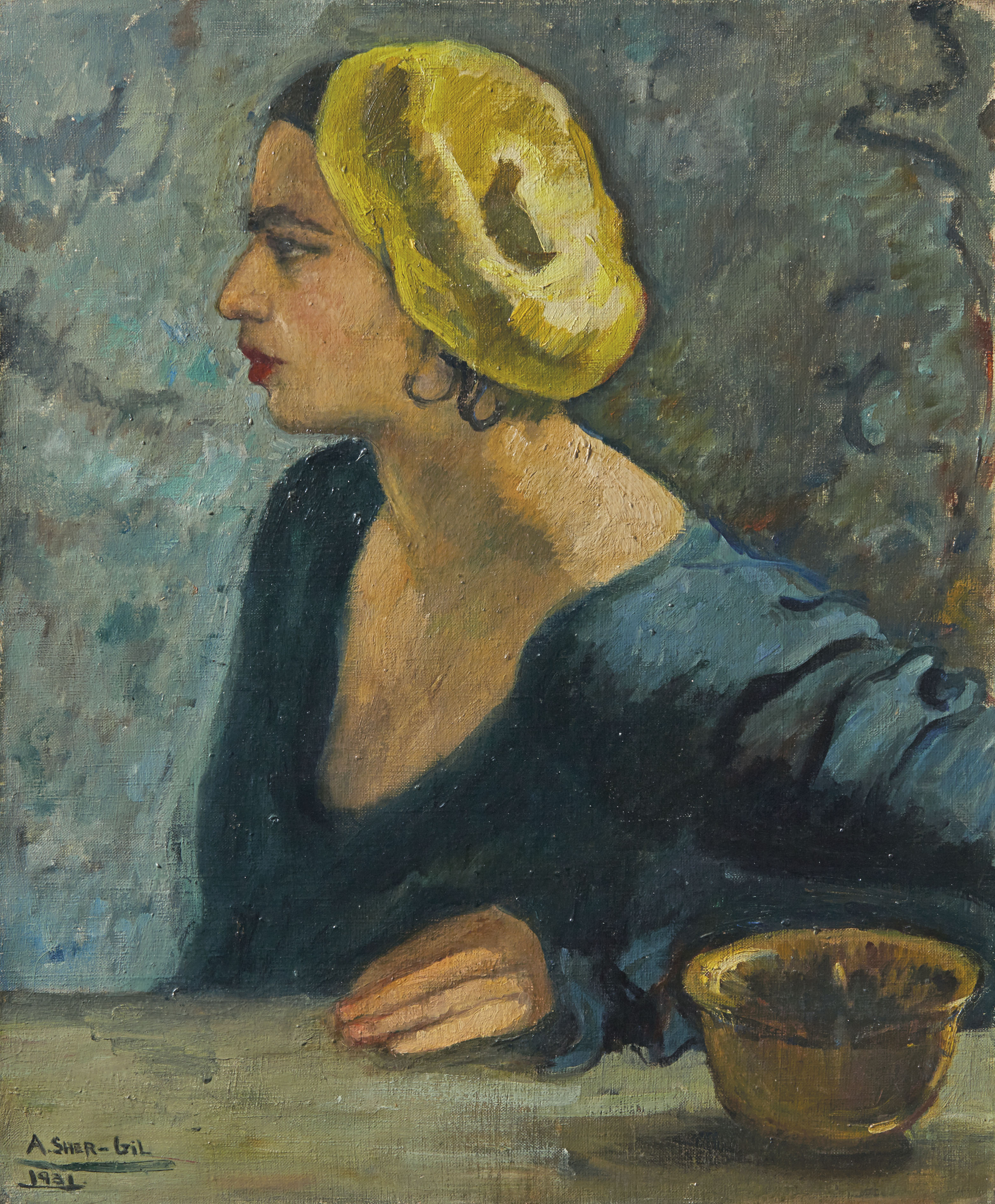
自画像（无标题），1931
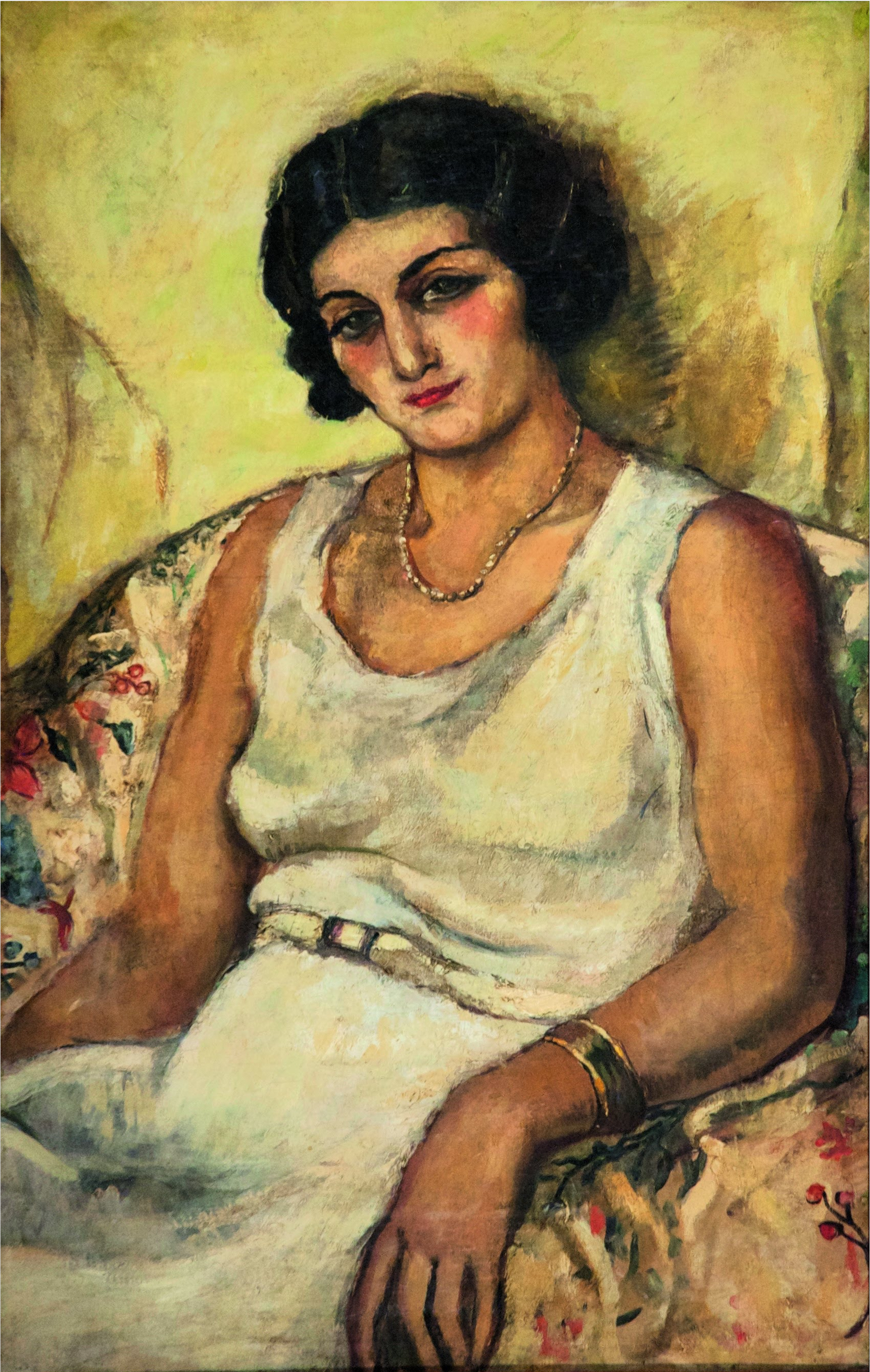
Klára Szepessy, 1932
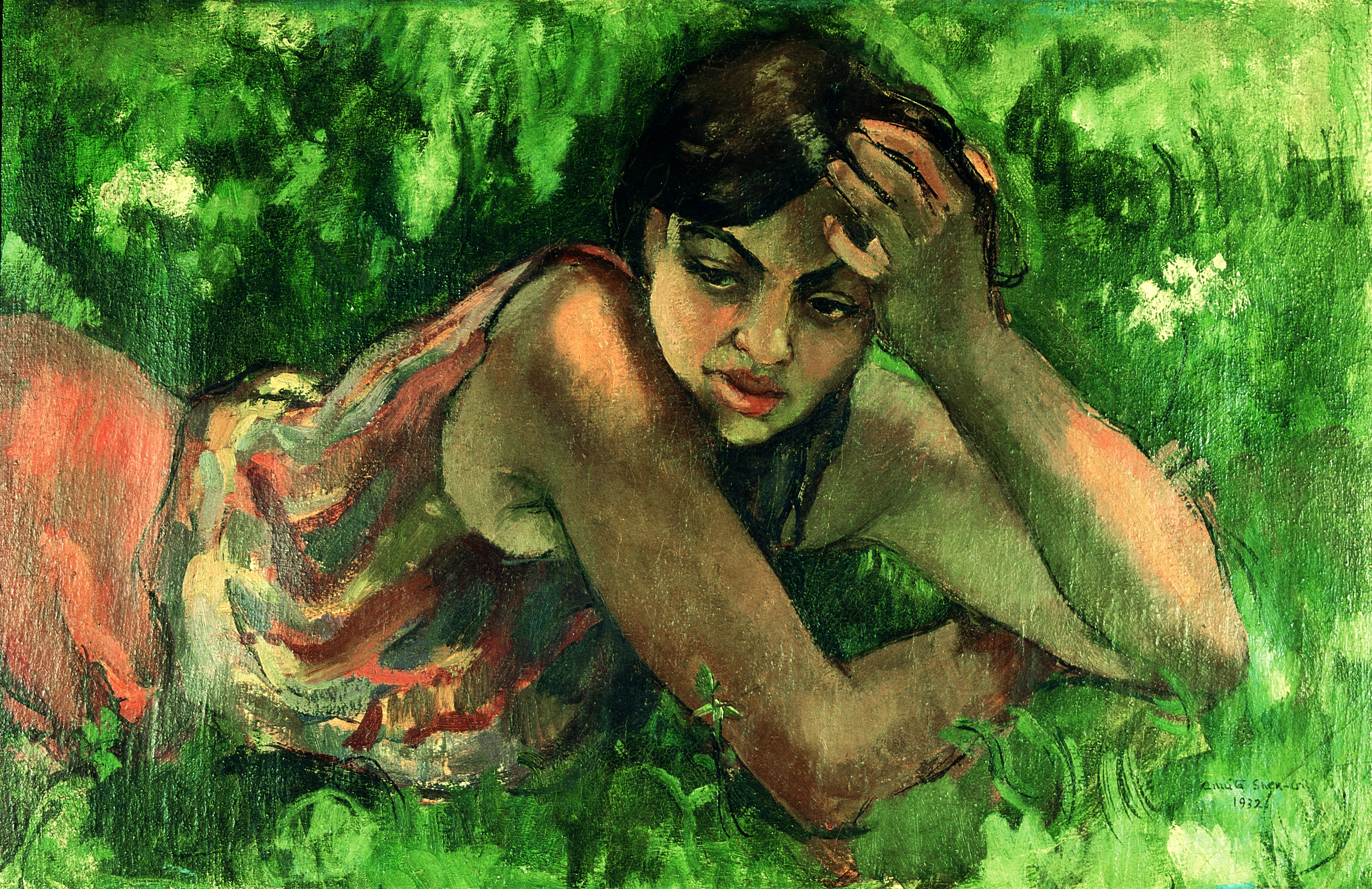
匈牙利吉普赛女孩（Hungarian Gypsy Girl），1932
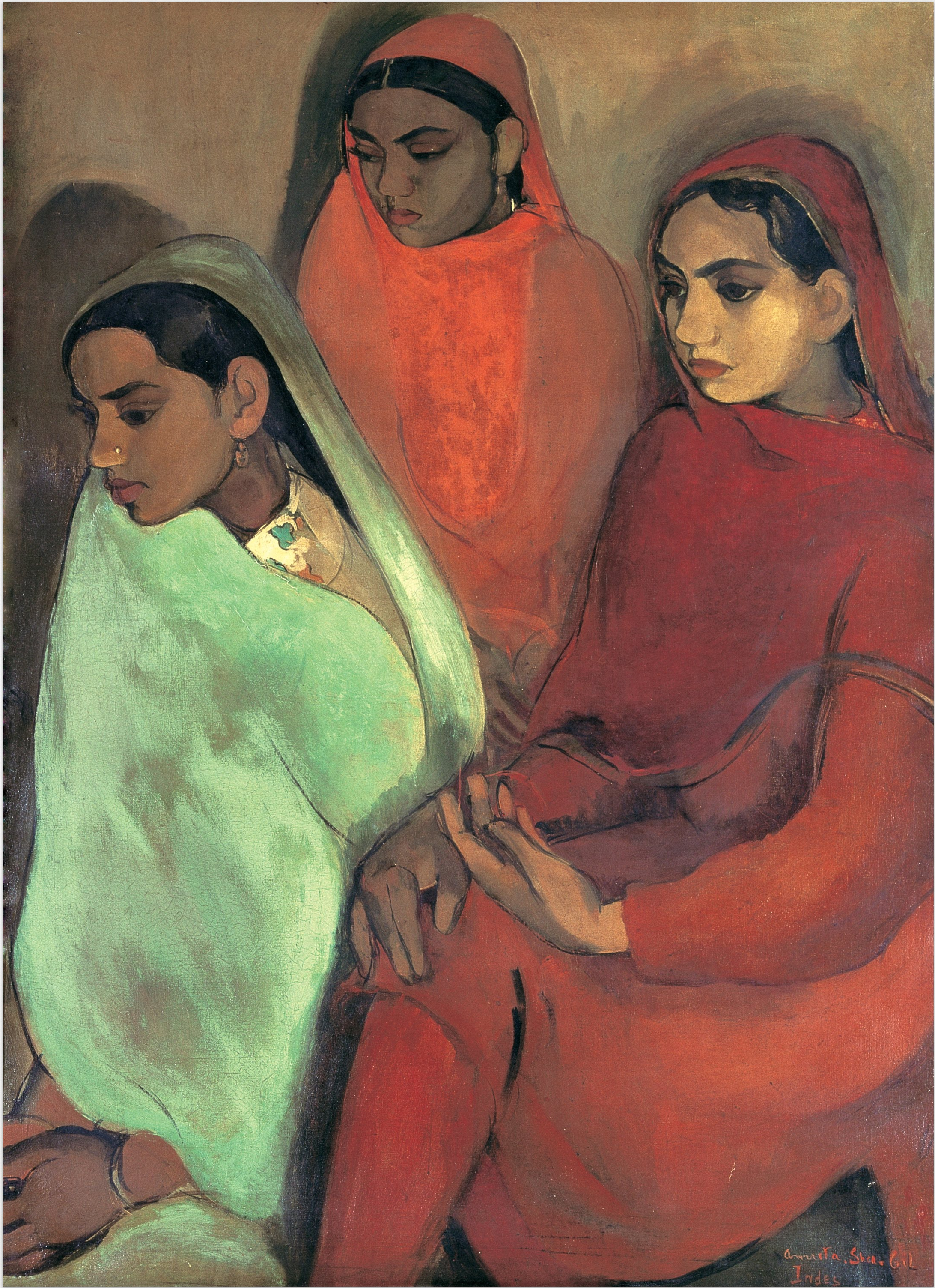
三个女孩一组（Group of Three Girls），1935
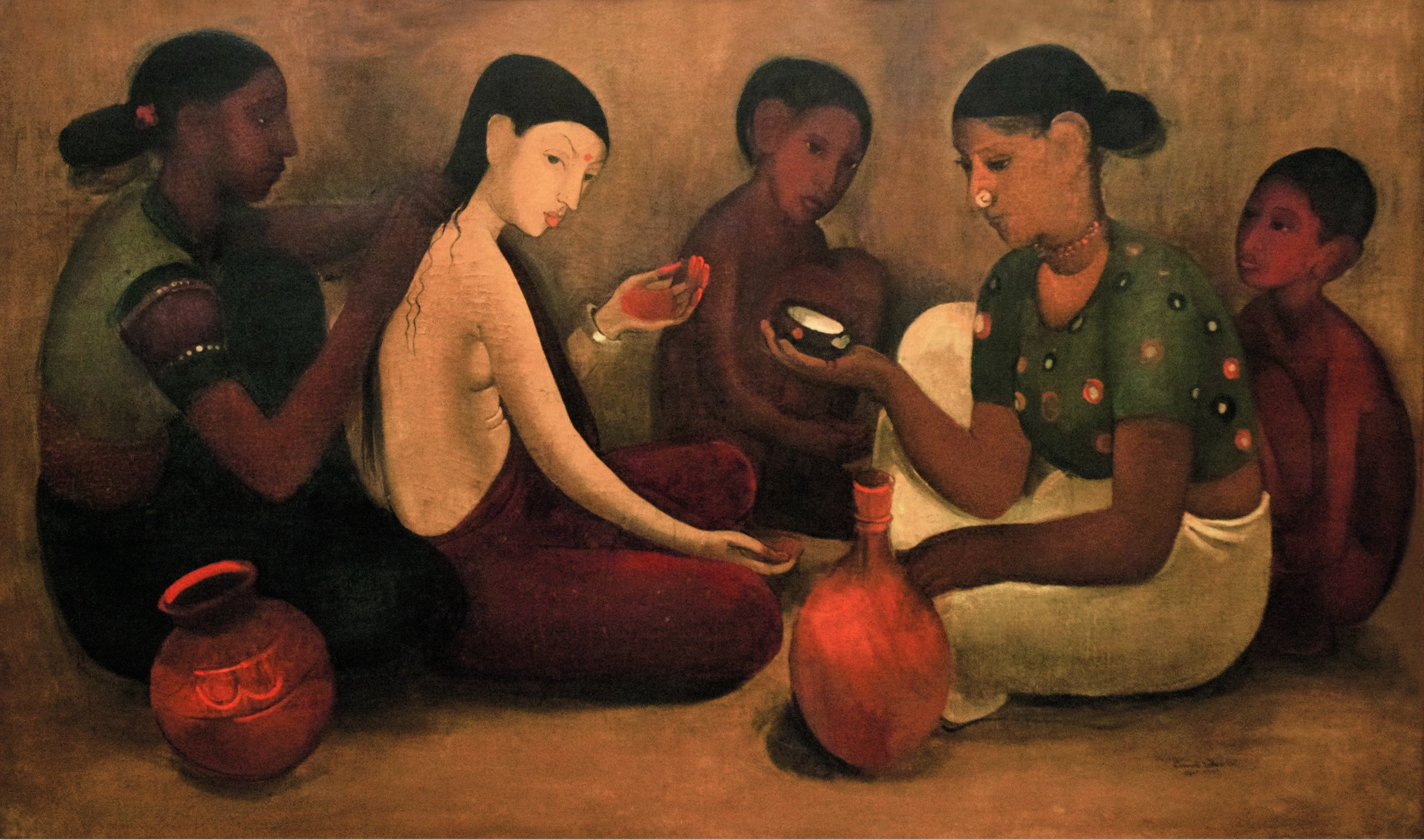
新娘梳洗室（Bride's Toilet），1937
村庄场景（Village Scene），1938

## 延伸阅读
- Amrita Sher-Gil, by Karl J. Khandalavala. New Book Co., 1945
- Amrita Sher-Gil: Essays, by Vivan Sundaram（英语：Vivan Sundaram）, Marg Publications; New Delhi, 1972.
- Amrita Sher-Gil, by Baldoon Dhingra. Lalit Kala Akademi（英语：Lalit Kala Akademi）, New Delhi, 1981. ISBN 0-86186-644-4.
- Amrita Sher-Gil and Hungary, by Gyula Wojtilla . Allied Publishers, 1981.
- Amrita Sher-Gil: A Biography by N. Iqbal Singh, Vikas Publishing House Pvt.Ltd., India, 1984. ISBN 0-7069-2474-6
- Amrita Sher-Gil: A personal view, by Ahmad Salim. Istaarah Publications; 1987.
- Amrita Sher-Gil, by Mulk Raj Anand（英语：Mulk Raj Anand）. National Gallery of Modern Art（英语：National Gallery of Modern Art）; 1989.
- Amrita Shergil: Amrita Shergil ka Jivan aur Rachana samsar, by Kanhaiyalal Nandan. 2000.
- Re-take of Amrita, by Vivan Sundaram（英语：Vivan Sundaram）. 2001, Tulika. ISBN 81-85229-49-X
- Amrita Sher Gil – A Painted Life by Geeta Doctor, Rupa 2002, ISBN 81-7167-688-X
- Amrita Sher-Gil: A Life by Yashodhara Dalmia, 2006. ISBN 0-670-05873-4
- Amrita Sher-Gil: An Indian Artist Family of the Twentieth Century, by Vivan Sundaram（英语：Vivan Sundaram）, 2007, Schirmer/Mosel. ISBN 3-8296-0270-7
- Amrita Sher-Gil: A Self-Portrait in Letters and Writings edited by Vivan Sundaram, Tulika Books, 2010.
- Feminine Fables: Imaging the Indian Woman in Painting, Photography and Cinema, by Geeti Sen, Mapin Publishing, 2002.
- The Art of Amrita Sher-Gil, Series of the Roerich Centre of Art and Culture. Allahabad Block Works, 1943.
- Sher-Gil, by Amrita Sher-Gil, Lalit Kala Akademi（英语：Lalit Kala Akademi）, 1965.
- India's 50 Most Illustrious Women by Indra Gupta ISBN 81-88086-19-3
- Famous Indians of the 20th century by Vishwamitra Sharma. Pustak Mahal, 2003, ISBN 81-223-0829-5
- When was Modernism: Essays on Contemporary Cultural Practice in India, by Geeta Kapur, 2000.
- Rahman, Maseeh. . The Arts. India Today. 2014-10-06, 39 (40): 68–69.